# Pürewsürengijn Bujanchiszig
Pürewsürengijn Bujanchiszig (ur. 12 września 1997) – mongolska, a od 2017 roku azerska judoczka.
Uczestniczka mistrzostw świata w 2017 i 2018. Startowała w Pucharze Świata w 2018. Srebrna medalistka igrzysk solidarności islamskiej w drużynie, w 2017. Wicemistrzyni Mongolii w 2015; trzecia w 2016. Mistrzyni Azerbejdżanu w 2017; druga w 2018 roku.